# TOD (Dar es Salaam)
TOD (Dar es Salaam), ausgeschrieben Transit Orientated Development, ist ein gemeinsames Produkt der staatlichen Dar es Salaam Rapid Transit (UDART) sowie des Verkehrsmisteriums der Stadt Daressalam und der Pwani Region.

## Hintergrund
TOD setzt sich ein, eine nachhaltige Entwicklung der Stadt, insbesondere im Verkehrssektor zu erreichen.
Neben dem Ausbau des Mwendokasi-Netzes ist ebenfalls eine bessere Verbindung des Mwendokasi-Metrobussystems mit anderen Verkehrsmitteln des Nahverkehrs sowie des Individualverkehrs geplant, so sieht TOD den Bau und die bessere Erhaltung von Gehsteigen und Radwegen sowie Park-and-Ride-Anlagen und Bike-and-Ride-Anlagen vor.
Ebenso ist durch TOD eine bessere Verbindung zwischen Stadtverkehr und Fernverkehr (Fernbahn, Fernbus und Flughafen) sowie dem Hafen Daressalam geplant.
TOD informiert seit 2024 durch zahlreiche Plakate in den Mwendokasi-Stationen.
Ebenso plant TOD einen Ausbau des Netzes der Fahrzeuge mit Elektroantrieb und Carsharing.